# HMS Renown (S26)
O HMS Renown foi um submarino de mísseis balísticos da Marinha Real Britânica. O navio pertencente a Classe Resolution, com 7 500  toneladas de deslocamento na superfície e 8 400 submerso, foi lançado em 25 de fevereiro de 1967 e esteve em operações até 1996 .